# 센티넬 (2006년 영화)
《센티넬》(The Sentinel)은 미국에서 제작된 클락 존슨 감독의 2006년 범죄, 드라마, 스릴러 영화이다. 마이클 더글라스 등이 주연으로 출연하였고 마이클 더글라스 등이 제작에 참여하였다.
이 영화는 워싱턴 DC와 토론토의 여러 캐나다 도시, 온타리오주 클레인버그에서 촬영되었다.

## 출연

### 주연
- 마이클 더글라스 : 피트 역
- 키퍼 서덜랜드 : 데이빗 역
- 킴 베이싱어 : 영부인 사라 역

### 조연
- 에바 롱고리아 : 질 역
- 데이비드 라쉐 : 대통령 역
- 라울 바네자 : 아지즈 요원 역
- 사이몬 레이놀즈 : 톰 디팔로아 역
- 대니 A. 곤잘레스 : 휴고 오르테가 역

### 단역
- 제임스 E. 애쉬 : 비밀 요원 역
- 매트 버먼 : PID 요원 역
- 티모시 E. 브루먼드 : 비밀 요원 역
- 재키 버로우즈 : 밀러 부인 역
- 폴 칼데론 : 코르테스 부국장 역
- 로버트 랜돌프 카톤
- 콘래드 코어트스 : 하우저 요원 역
- 고든 커리 : 국장 보좌관 역
- 마틴 도노반 : 윌리엄 몬트로즈 역
- 엘리 해리스 : 비밀 요원 역
- 리처드 휴즈 : 대통령 세부사항 요원 역
- 클락 존슨 : 찰리 메리웨더 역
- 크리스틴 레만 : 신디 브레킨리지 역
- 얀나 맥킨토시 : 테디 바가스 역
- 조슈아 피스 : 데이비스 요원 역
- 사라 플롬머 : 대통령 세부사항 요원 역
- 글로리아 루벤 : 메리웨더 부인 역
- 다니엘 로스 : 국회 의사당 사업가 역
- 레이노어 샤인 : 월터 자비에 역
- 척 샤마타 : 오버브룩 감독 역
- 알 브르클리안 : 계산대 저격수 역
- 파멜라 피셔 : 비밀 요원 역
- 스콧 더글러스 : 스나이퍼 스포터 역

## 기타
- 원작자: 제랄드 페티비치
- 공동제작: 조지 놀피
- 미술: 앤드류 맥얼핀
- 의상: 엘렌 미로닉
- 배역: 로빈 D. 쿡
- 배역: 에이비 코프먼